# Íficlo (hijo de Fílaco)
En la mitología griega Íficlo (en griego Ἴφικλος) es el hijo de Fílaco, rey epónimo de Fílace, y de Clímene, la hija de Minias. La velocidad de Íficlo era proverbial, y como es fama se decía que el muchacho «corría por la cresta del fruto de los asfódelos y no los quebraba, sino que sobre las espigas de trigo solía correr con sus pies y no dañaba el fruto».
Fílaco, reconociendo a Melampo como buen adivino, le rogó que le dijese cómo podría lograr la descendencia de su hijo. Melampo, que entendía el lenguaje de los animales, supo que en una ocasión Fílaco, mientras castraba carneros, había dejado el cuchillo aún ensangrentado cerca de Íficlo. El niño huyó asustado y él clavó el cuchillo en la encina sagrada, cuya corteza, creciendo en torno, acabó por ocultarlo. Melampo dijo que si se encontraba, y raspado el orín se le daba a beber a Íficlo durante diez días, conseguiría un hijo. Enterado de esto por el buitre, Melampo encontró el cuchillo y durante diez días dio el orín raspado a Íficlo, quien luego engendró a Podarces.
A veces los mitos sustituyen a Fílaco por su hijo, como dueño del maravilloso ganado de Fílace. En las Grandes Eeas se dice que Melampo, que era muy querido para Apolo, se ausentó del país y se alojó en casa de Polifonte. Habiendo sido sacrificado un buey por Polifonte, una serpiente subió reptando al sacrificio y dio muerte a los sirvientes del rey. El rey, indignado, cogió y encerró a Melampo. Sus retoños, criados por él, le lamían los oídos y le inspiraron el arte adivinatoria. Por ello precisamente, sorprendido cuando robaba las vacas de Íficlo, fue atado y, cuando estaba a punto de caer la casa en que estaba Íficlo, avisó a una sirvienta anciana y, en pago de ello, fue soltado por Íficlo. Que robando Melampo las vacas de Ificlo y siendo sorprendido por él, cuando el techo de la casa estaba a punto de caer, habiéndose dado cuenta por efecto del arte adivinatoria, retenido en prisión, se lo dijo a una sirvienta de Íficlo. Tras enterarse por ella Íficlo de la ruina, se alejó del peligro y respetando a Melampo lo liberó entregándole también las vacas que había venido a robar.
Íficlo, casado con su sobrina Astíoque, hija de Áctor, engendró a Protesilao y Podarces. Estos fueron los caudillos del contingente de los filacios durante la guerra de Troya, según Homero. La versión hesiódica dice que ambos no eran hermanos sino primos; Podarces era hijo de Íficlo en tanto que Protesilao de Áctor.
«Ni Homero ni Hesíodo ni Ferécides dicen que Íficlo haya sido compañero de viaje de los Argonautas». En cambio algunos creen que sí que fue uno de ellos, y que además Íficlo era hermano de Alcímede, la madre de Jasón.